# سرقة الماشية في الهند
سرقة الماشية، والأكثر شيوعًا مداهمة الماشية أو رفع الماشية، هي جريمة ملكية في الهند. في نصوص الهند القديمة والعصور الوسطى، توصف سرقة الماشية بأنها جريمة وخطيئة، وهي الفكرة التي تظهر في الأساطير الهندوسية.
في عصور الاستعمار وما بعده، كانت جريمة شائعة ولكنها تتسم بالتناقضات. وفقًا لديفيد جيلمارتن، كان المسؤولون البريطانيون في الحقبة الاستعمارية ينظرون إلى جريمة سرقة الماشية على أنها "خطر سياسي محتمل" يهدد "بإفساد هيكل الإدارة بأكمله، لأن انتشارها يهدد بتقويض مكانة الدولة باعتبارها الحامي والضامن القانوني للفرد باعتباره مالكًا منتجًا للملكية المدرة للدخل". في العصر المعاصر، أدى زيادة الطلب على اللحوم إلى أن تصبح الماشية هدفًا للسرقة الجماعية. وفقا لصحيفة نيويورك تايمز ومصادر أخرى، فإن سرقة الماشية لإنتاج لحوم البقر هي تجارة مربحة في الهند.
يوجد في الهند أكثر من 30 ألف مسلخ غير قانوني يعمل في ظروف قذرة وخالية من معايير النظافة المطلوبة. بالنسبة إلى صحيفة نيويورك تايمز، تعتبر سرقة الماشية جزئيًا مصدرًا لإمدادات المسالخ غير القانونية.

## التأثير على سرقة الماشية في الهند
تشير السلطات الحكومية والسكان المحليون في المناطق المحيطة ببنغلاديش إلى أن تهريب الماشية المتكرر عبر الحدود من الهند يتسبب في زيادة سرقة الماشية في الهند وغيرها من الجرائم:
- وفقًا لمقال نُشر عام 2011 في صحيفة التلغراف، "اشتكى الأشخاص الذين يعيشون في المناطق الحدودية في منطقة دوبري من أن تهريب الماشية بلا هوادة أدى إلى سرقة الماشية".[15]
- وفقًا لتقرير صدر عام 2016 في صحيفة تريبيون ، "أدى تفشي التهريب إلى بنغلاديش إلى سرقة الماشية في أجزاء كثيرة من الولاية، خاصة في شرق ولاية آسام".[16]
- في ولاية البنغال الغربية، قامت عصابات تهريب الماشية المتنافسة بقتل وحرق الأشخاص والماشية وهم أحياء.[17] وفقًا لكلايف فيليبس، فإن سرقة الماشية من شمال شرق الهند هي مصدر للماشية المهربة، والعملية "مليئة بالرشاوى والفساد وقتل أعضاء عصابات التهريب المتنافسة".[18]